# 工藤安世
工藤 安世（くどう やすよ、元禄8年（1695年）-宝暦5年2月20日（1755年4月1日）は、『赤蝦夷風説考』の筆者工藤平助の養父で仙台藩江戸詰の藩医・絵師。号は丈庵（じょうあん）。平助の娘工藤あや子（只野真葛）の著作『むかしばなし』に詳細が記されている。

## 略歴
工藤丈庵安世は、仙台藩第5代藩主伊達吉村が寛保3年（1743年）に江戸品川袖ヶ先に隠居するにあたり、その侍医として300石で召し抱えられた。延享3年（1746年）頃、仙台藩医になる際に妻帯が条件であったため、23歳年下の上津浦ゑんと結婚し、同時に紀州藩江戸詰の医師長井大庵の三男であった13歳の平助を養子とした。
『むかしばなし』によれば、養子平助にはまったく医学を授けなかった。しかし、実家で学問らしきことをほとんどしていない平助に対し、朝、『大学』を始めから終わりまで通して3度教え、翌日まで復習するようにと命じてみずからは出勤するという教授法で、10日ばかりで四書のすべてを教え、それによって平助は3ヶ月程度で漢籍はすべて読めるようになったという。
宝暦元年（1751年）、伊達吉村逝去の際、願い出て藩邸外に屋敷を構えることを許され、伝馬町に借地して二間間口の広い玄関をもつ家を建てた。宝暦5年2月20日に死去。享年60。墓所は深川（東京都江東区）の心行寺にある。

## 人物
丈庵安世は、すぐれた医師であったばかりでなく、学問、歌道、書道および武芸百般に通じていた。また、「うき絵」という一種の遠近法の手法を駆使する絵師でもあった。仙台藩では安世に対し和歌の添削なども命じている。孫にあたる工藤あや子（只野真葛）は、『むかしばなし』のなかで「工藤丈庵と申ぢゞ様は、誠に諸芸に達せられし人なりし。いつの間に稽古有しや、ふしぎのことなり」と記している。同書にはまた「ぢゞ様はそうぞくむき巧者にてありし」の記述があり、蓄財も巧みであったといわれる。また、京都にいた蝦夷開拓論者の並河天民から北方に関する情報を得ており、蝦夷地開発は安世にとって長年の重大な関心事であった。
養子となった工藤平助には医業や自分の仕事向きのことは伝えなかった。『むかしばなし』には、あるとき、平助が茶屋で休んでいたとき「工藤丈庵様のお子様か」と声をかけられた逸話が収載されている。声をかけられた平助が「左様だが」と答えると、「丈庵様は格別の御名医でありました。自分が若い頃、松坂屋の手代が病を得て様々に治療したがいっこうによくならず、自分がたのまれて丈庵様のところへいき様子を申し上げると、『患者はかねてよりアサツキを好んで多食していないか。それなら行ってみるに及ばない。薬をひかえて生姜のしぼり汁を一日に茶碗いっぱい、三度斗に用いよ。平癒するであろう』とおっしゃられて、その通りにしたところ完全に治りました。そのとき、わたしは工藤様の御紋所を見覚えていたのです」と言われたという。